# New York (musikalbum)
New York är ett album av rockmusikern och New York-bon Lou Reed, utgivet i december 1988. Albumet hyllades som en tillbakagång till musiken från Reeds tidiga karriär med The Velvet Underground.
Låten "Dirty Blvd." blev en mindre hit.

## Låtlista
Samtliga låtar skrivna av Lou Reed, om inte annat anges.
1. "Romeo Had Juliette" - 3:11
2. "Halloween Parade" - 3:33
3. "Dirty Blvd." - 3:29
4. "Endless Cycle" - 4:03
5. "There Is No Time" - 3:46
6. "Last Great American Whale" - 3:42
7. "Beginning of a Great Adventure" (Lou Reed, Mike Rathke) - 4:57
8. "Busload of Faith" - 4:50
9. "Sick of You" - 3:26
10. "Hold On" - 3:24
11. "Good Evening Mr. Waldheim" - 4:36
12. "Xmas in February" - 2:57
13. "Strawman" - 5:54
14. "Dime Store Mystery" - 5:03

## Medverkande
- Lou Reed - sång, gitarr
- Mike Rathke - gitarr, sång
- Rob Wasseman - kontrabas, elbas
- Fred Maher - trummor, elbas på "Romeo Had Juliette"
- Maureen Tucker - percussion på "Dime Story Mystery"